# Haliclona rava
Haliclona rava är en svampdjursart som först beskrevs av Stephens 1912.  Haliclona rava ingår i släktet Haliclona och familjen Chalinidae. Inga underarter finns listade i Catalogue of Life.